# Distrito de Yánac
El distrito de Yánac es uno de los siete distritos que pertenecen a la provincia de Corongo, ubicada en el departamento de Áncash, Perú.

## Historia
El distrito de Yánac fue creado por Ley N° 8425 del quince de junio de 1936, promulgada por el presidente Óscar R. Benavides, como integrante de la provincia de Pallasca. Sin embargo, por Ley 9821 de veintiséis de enero de 1943, pasó a componer la provincia de Corongo hasta la fecha.
Bajo esta ley se crearon los distritos de La Pampa y Bolognesi, como integrantes de la provincia de Pallasca de entonces.

## Geografía
El pueblo de Yánac está a una altitud de 2 860 m.s.n.m.; 08-36-57 latitud Sur; 77-51- 45 longitud Oeste, según datos de IGN-Perú(2000).

## Centros poblados
Al crearse el distrito de Yánac incluía los pueblos de Ranguas, Pacatqui, Huayllamas y Ninabamba.

## Autoridades

### Municipales
- 2023 - 2026 
  - Alcalde : Carlos Manuel Pinedo Alejos, del Partido Regional Socios Por Ancash.
- 2019 - 2022 
  - Alcalde : Manual Mateo Barrionuevo
- 2015 - 2018[1]
  - Alcalde: Camilo Sandino Pinedo Alejos, del Partido Democrático Somos Perú.
- 2011 - 2014[2]
  - Alcalde: León Barcenofio Gutiérrez Taquire, del Partido Democrático Somos Perú (SP).
- 2007 - 2010
  - Alcalde: Manuel Pedro Mateo Barrionuevo.